# راينلاند

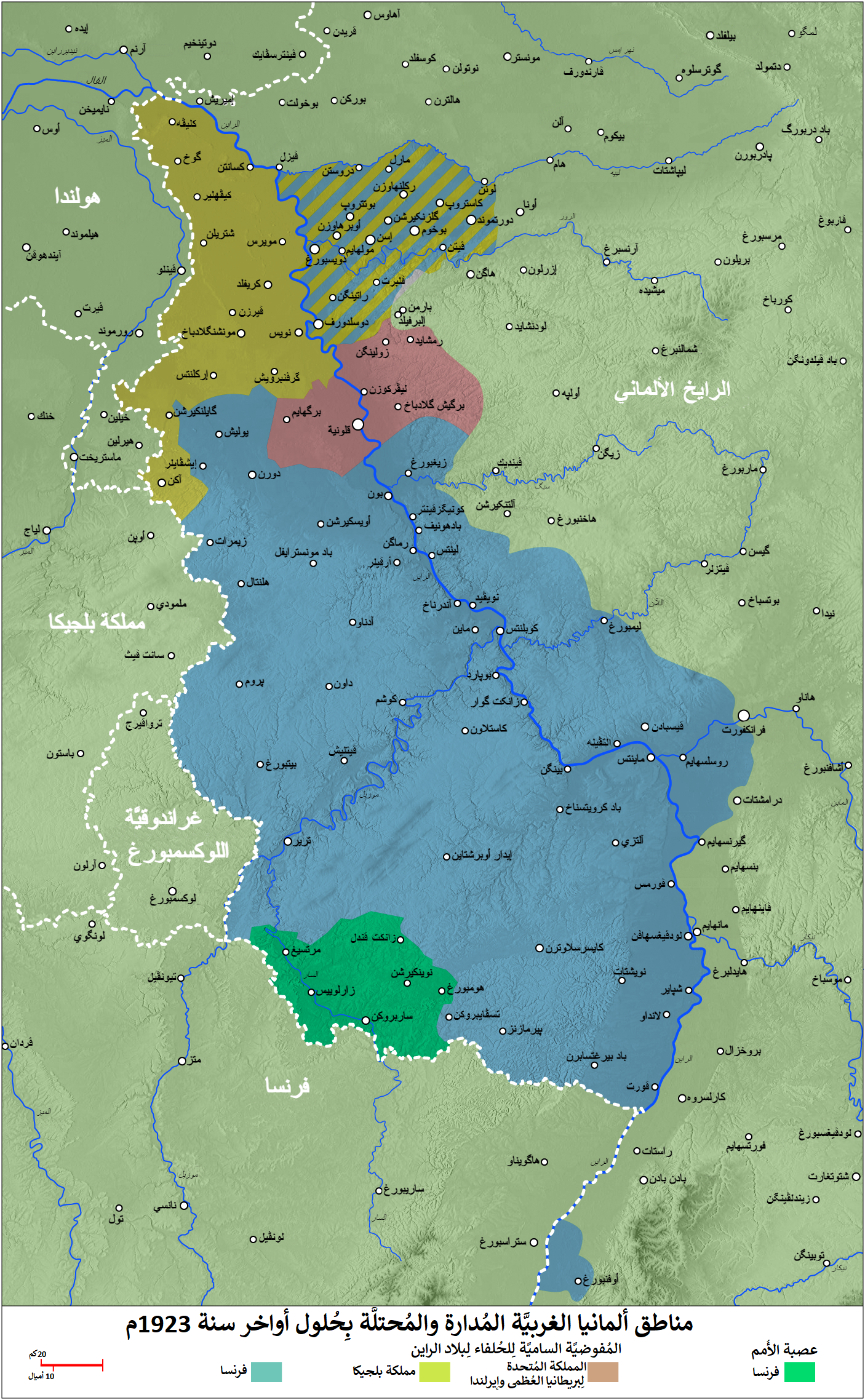
مناطق الاحتلال (راينلاند والرور) 1919 - 1930. أخضر (السار): عصبة الأمم (فرنسا)، أزرق: فرنسا، بني: بريطانيا العظمى، أصفر: بلجيكا، أزرق/أصفر (رور): فرنسا/بلجيكا

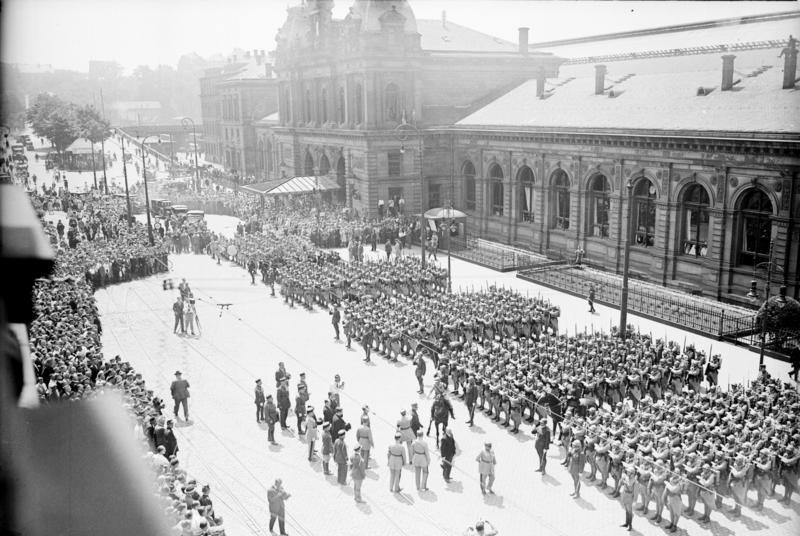
القوات الفرنسية تغادر ماينز (1930)

راينلاند أو رَيْنُلَند (بالألمانية: Rhineland)، أرض تاريخية تتبع ما تُسمَّى اليوم ألمانيا، وتقع على طول نهر الراين، وتمتد غربًا حتى حدود بلجيكا وفرنسا ولوكسمبرج وهولندا.
بعض المدن الكبرى في راينلاند تتضمن آخن وبون وكولونيا ودويسبورغ ودوسلدورف وكوبلنز وكريفلد وليڤركوزن وترير.
استوطن الناس في الراينلاند خلال العصور القديمة، وقد حكمها عبر الزمن أقوام مختلفون، مثل الكلت والرومان والهون والفرانكيين. وقد بدأت عدة مدن تكتسب أهمية في المنطقة قرابة عام 800 م، مثل مدينة كولونيا وماينتس وتْرير، وأصبحت خلال وقت قصير المراكز الدينية والسياسية للإمبراطورية الرومانية المقدسة، وكانت الراينلاند تشكل جزءاً من فرنسا في أثناء حروب نابليون في أواخر القرن الثامن عشر الميلادي، ثم أصبحت جزءاً من مقاطعة بروسيا الألمانية عام 1815م.

## بعد الحرب العالمية الأولى
ساعد توفّر المصادر المعدنية الغنية في المنطقة، وكذلك موقع نهر الراين، على تطوير المراكز الصناعية بما فيها منطقة مناجم الفحم الحجري في منطقة الرور. وبعد الحرب العالمية الأولى (1914 – 1918م)، وقَّعت ألمانيا بعد هزيمتها في الحرب على اتفاقية فرساي عام 1919، والتي قضت بعدم تحصين المنطقة وعدم وضع جيوش فيها من قبل ألمانيا، لكن الجيوش الألمانية احتلَّت الراينلاند مجددًا في 7 مارس 1936 بأوامر من هتلر، واستخدمتها القوات الألمانية لأغراض عسكرية خلال الحرب العالمية الثانية (1939 ـ 1945م). وقد راهن هتلر عند إقدامه على هذه الخطوة، على عدم تدخل قوى الغرب. وبالفعل فقد اكتفت بريطانيا العظمى وفرنسا بإدانة هذا التحرك فقط، ولكنهما لم تتدخلا لفرض المعاهدة بالقوة. واليوم، فإن هذه المنطقة تُشكِّل جزءًا من المنطقة الصناعية في ألمانيا. ويقوم السّياح بزيارة المنطقة للاستمتاع بِمُدنها الجميلة، وقلاعها التاريخية، وسهولها الخضراء الواسعة.

## إنظر أيضاً
- السياحة في ألمانيا